# طفل ماكون
طفل ماكون (بالإنجليزية: The Baby of Mâcon)‏ هو فيلم درامي تاريخي إنتاج عام 1993 كتبه وأخرجه بيتر غريناواي وبطولة رالف فينيس وجوليا أورموند وفيليب ستون تدور أحداث الفيلم في فرنسا خلال منتصف القرن السابع عشر، في بلاط كوزيمو الثالث دي ميديتشي حيث يؤدي هو وممثلوه في المحكمة حكاية عن طفل ولد في بلدة ماكون وسكانه يعانون من العقم لجيل كامل. تعتبر ولادة الطفل أسطورة من أجل غايات مختلفة ، لأنها في البداية تمثل نهاية عدم الإنجاب في المدينة.
عُرض الفيلم لأول مرة في مهرجان كان السينمائي 1993. بسبب مشاهد العُري والصور العنيفة، كافح الفيلم للعثور على التوزيع. لم يتم عرضه في الولايات المتحدة حتى عام 1997.

## فريق التمثيل
- جوليا أورموند في دور الابنة
- رالف فين في دور ابن الأسقف
- فيليب ستون في دور أسقفًا
- جوناثان لاسي في دور  كوزيمو الثالث دي ميديشي
- دون هندرسون في دور الأب المعترف
- سيليا جريجوري في دور الأم الرئيسة
- جيف نوتال في دور ماجوردومو
- جيسيكا هاينز في دور القابلة الأولى (في دور جيسيكا ستيفنسون)
- كاثرين هانتر في دور القابلة الثانية
- فرانك إجيرتون في دور الملقن
- فيليم مكديرموت في دور أول مدرس
- توني فوجل في دور الآب

## روابط خارجية
- طفل ماكون  في قاعدة بيانات الأفلام على الإنترنت (بالإنجليزية)
- طفل ماكون في روتن توميتوز.